# 리안 커티스

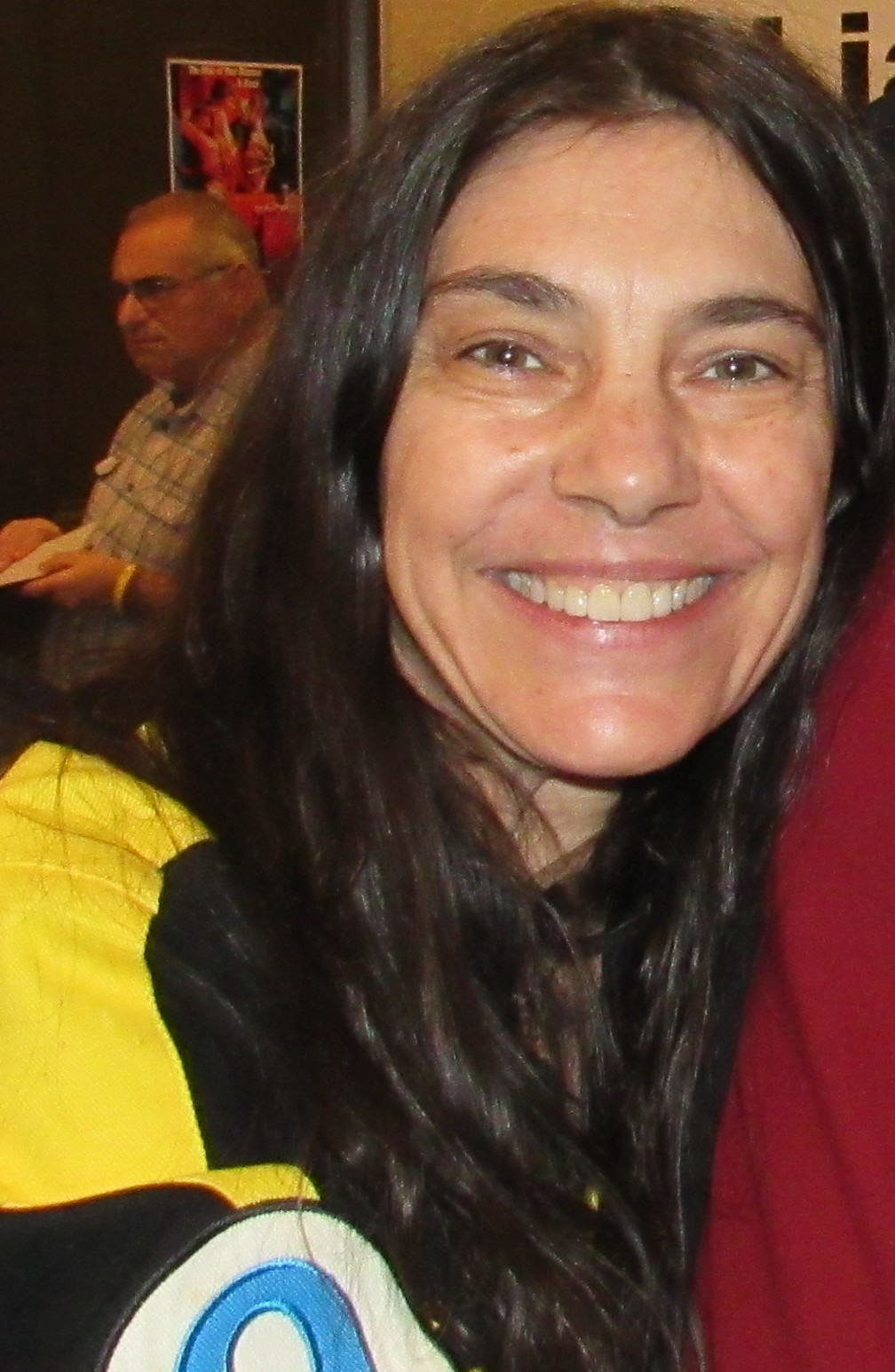

리앤 커티스(Liane Curtis, 영어 발음: /liːˈæn/, 1965년 7월 11일 ~ )는 미국의 배우이다.
뉴욕에서 태어났다.

## 영화
- 에로띠끄 (1994년)
- 와일드 오키드 2 (1992년)
- 크리터스 2 (1988년)
- 아직은 사랑을 몰라요 (1984년)
- 악동이여 영원하라 (1991, Rock 'n' Roll High School Forever)